# Grimcutty
Grimcutty (conocida como el Meme maldito en Latinoamérica y Asesino Implacable en España) es una película de horror directa a Video on demand escrita y dirigida por John Ross y producida por 20th Digital Studio para la plataforma de streaming Hulu. En la trama de la película una joven junto a su hermano y conocidos debe encontrar la manera de enfrentarse a una misteriosa entidad de internet conocida como Grimcutty la cual es de alguna manera capaz de acosar hasta enloquecer a jóvenes e incentivar una histeria colectiva en los padres de sus víctimas.
Inspirada por el fenómeno viral de internet conocido como "Momo", la película fue distribuida exclusivamente en plataformas de streaming a partir del 10 de octubre del 2022 y fue distribuida por Disney Platform Distribution en distintas regiones a través de sus plataformas dependiendo de las zonas siendo Hulu en Estados Unidos, Disney+ para países donde está integrado contenido de Star y finalmente Star+ para gran parte de América Latina.

## Argumento
La joven aspirante a influencer Asha Chaudhry batalla con lograr que su contenido de ASMR se viralice además de que tiene problemas para congeniar con sus padres, Amir y Leah, quienes procuran reducir su tiempo usando celulares e internet al realizar excursiones familiares en las que dejan sus celulares en casa. Tras regresar a su hogar de un concierto en el que participa el hijo menor de la familia, Kamrhan, Amir y Leah son informados por medio de sus vecinos sobre el fenómeno de internet Grimcutty; un aparente meme similar a una cara siniestra que de acuerdo a información de diferentes personas también es un desafío en el que los jóvenes se autoinfligen daño, hieren a sus padres y en los casos más extremos se suicidan por atención. 
Como Amir y Leah confirman que sus hijos no estaban enterados sobre el desafío deciden dejar pasar el tema. Esa misma noche Asha presencia dentro de su casa al propio Grimcutty, que es capaz de manifestarse como una criatura alta, fuerte y armada con un cuchillo. A pesar de que Asha le cuenta lo sucedido a sus padres y a las autoridades, los policías concluyen que debe ser una broma organizada debido a que han recibido distintos reportes de jóvenes que aseguran haber sido atacados también pero sin encontrar evidencia de que una o más personas estén detrás de los ataques. En respuesta al incidente los Chaudhry deciden prohibirle a sus hijos el uso de celulares, portátiles y dispositivos inteligentes así como mantenerlos unas semanas en casa lo que causa una pequeña discusión con Asha que piensa que sus padres están exagerando e incluso pelea por su celular.
Asha espera al anochecer para hacerse con su teléfono y así descubre que una de sus suscriptoras y también compañera de clases Cassidy Jonhston quiere hablar con ella. Ambas no tienen idea sobre que es Grimcutty y sugieren averiguar sobre el tema para calmar a sus padres, pero cuando Asha se esconde en la cochera de su casa para no ser descubierta por sus padres, es perseguida por el monstruo que la acorrala en su baño y consigue hacerle un corte en uno de sus brazos. Sus padres eventualmente la encuentran asustada e histérica y al ver su herida concluyen que ella ha intentado seguir el desafío de Grimcutty por haber incumplido su acuerdo de no usar su celular. Al día siguiente en la escuela Asha se reúne con Cassidy con quien se pone de acuerdo para investigar sobre la leyenda urbana de Grimcutty, por sugerencia de Cassidy las dos asisten a una fiesta de un conocido para usar su computadora.
La investigación las lleva a descubrir el blog de Melinda Jaynes, una madre soltera y blogger que escribe sobre el impacto del internet en los jóvenes y que tiene mucha influencia en los padres del vecindario. Conforme pasan las horas Asha contacta Kamrhan y le pide que la dirección de la casa de Melinda. Sin embargo, Amir y Leah descubren que Asha está en una fiesta gracias a un video subido en línea y van hacia la casa, mientras que Asha vuelve a ser perseguida por la criatura a la cual logra repeler cuando se defiende con un cuchillo después de que este le hace un corte en la pierna. Por desgracia Grimcutty la persigue nuevamente y le produce un corte en el brazo delante de sus padres que solo pueden ver a su hija forcejeando con el cuchillo y horrorizados deciden llevársela de la casa. A su llegada encuentran a Kamrhan inconsciente y con un trapo alrededor de su cuello, inconscientes de que fue atacado también por Grimcutty. 
Ambos hermanos son hospitalizados por sus heridas, cuando Asha despierta descubre que su hermano dio con la localización de Melinda y procede a escapar de su cuarto para ir a su hogar pero decide visitar a Cassidy al enterarse de que se encuentra hospitalizada también. Al hablar con ella le comparte su teoría de que Grimcutty solo ataca a sus víctimas cuando sus padres se preocupan de tal manera que mientras más le teman los padres más violentos y constantes serán los ataques del monstruo. Asha entonces va a la casa de Melinda e intenta hablar con ella sobre el meme de internet solo para ser rechazada por esta quien se rehúsa hablar del tema y lo evade. Al no conseguir respuestas, Asha se mete en la casa de Melinda y tras subir a la planta alta descubre que esta mantiene cautivo a su hijo Brandon en un cuarto acolchado y asegurado, pero Melinda sigue rehusándose a hablar de Grimcutty y la encierra en un cuarto al amenazarla con una escopeta. La conversación es eventualmente interrumpida por Leah que consiguió rastrear a Asha e intenta llevarla de vuelta al hospital hasta que recapacita por las palabras de su hija y decide volver a la casa de Melinda para comprobar por sí misma lo que Asha le dijo. 
Cuando Melinda comienza a pensar en Grimcutty, Brandon es atacado por la criatura lo que provoca que Leah confirme su existencia cuando ve al niño siendo estrangulado por una fuerza invisible. Melinda quiere defender a Brandon con la escopeta pero cuando intenta dispararle a Asha es detenida por Leah que la deja fuera de combate lo que libera a Brandon y posteriormente le da la oportunidad de apuñalar a su madre en la pierna y provocar que caiga por las escaleras. Leah y Asha llevan a Brandon al hospital, una vez allí Asha descubre que más personas han sido víctimas del monstruo y confirma que Cassidy ha sido herida mortalmente al haberse apuñalado en el cuello. Mientras tanto Amir revisa el historial de Kamrhan provocando su ira al descubrir que ha investigado sobre Grimcutty lo que inadvertidamente ocasiona que la criatura comience a acechar al chico y fuerza a este a escapar de su habitación. Leah intenta convencer a su esposo de inyectarse un sedante pero en ese momento es escoltada por unos policías que quieren interrogarla sobre el estado de Brandon. 
Asha descubre que su hermano corre peligro por culpa de su padre, por lo que se arma con unas tijeras y provoca que su padre se preocupe por ella para atrae a Grimcutty quien la persigue por el hospital hasta que Amir intenta sedar a Asha y esta lo apuñala accidentalmente cuando forcejea por defenderse. Como Amir sigue sin escucharla, Asha se deja atacar por Grimcutty quien la levanta delante de Amir. Al ver que su hija levita en el aire, Amir se inyecta el sedante lo que le salva la vida a su hija. Algún tiempo después Asha utiliza su canal y blog de internet para difundir la verdad sobre Grimcutty así como invitar a padres e hijos de unirse para evitar caer en la histeria que le dio su poder a la criatura.

## Elenco
- Shannyn Sossamon como Leah Chaudhry: Esposa de Amir y madre de Asha y Kamrhan.
- Usman Ally como Amir Chaudhry: Esposo de Leah y padre de Asha y Kamrhan.
- Sara Wolfkin como Asha Chaudhry: Una adolescente aspirante a influencer que comienza a tener visiones y ataques sobre Grimcutty.
- Alona Tal como Melinda Jaynes: Una protestante contra las redes sociales y madre de Brandon.
- Callan Farris como Kamrhan Chaudhry: Hijo menor de los Chaydhry y hermano de Asha.
- Tate Moore como Cassidy Johnston: Una compañera de clases de Asha.

## Producción
La película es dirigida por John William Ross quien anteriormente a su participación como director había realizado cortometrajes de terror. El diseño de la criatura Grimcutty fue realizado por la compañía Creative Character Engineering y por Andy Clement en el que se usaron una combinación de efectos prácticos junto a gráficos digitales de un presupuesto limitado así como ser interpretado por el doble Bryan McCoy.
Producida por la subdivisión de 20th Century Studios; 20th Digital Studio y fue lanzada para tener una exhibición exclusiva en plataformas de formato VOD a partir del 11 de octubre del 2022 en páginas propiedades de Disney tales como Hulu en los Estados Unidos, Disney+ en selectos países y en Star+ para Latinoamérica, la cual opera de forma independiente y que funge como equivalente de Hulu en la misma región.

## Recepción

### Críticas
En la página de recopilación de críticas Rotten Tomatoes la película sostiene un porcentaje de aprobación de 25% basada en 8 críticas en su mayoría de reseñas mixtas a regulares. Brian Costello de Common Sense Media le dio a la película 2 estrellas de 5 en su reseña escribiendo: "Si, los padres y los hijos deberían ser considerados con los problemas que pueden surgir con la tecnología y especialmente con el bienestar emocional y mental de los adolescentes, pero este monstruo rídiculo e historia irregular no son los mejores vehículos para entregar ese mensaje."  En una reseña similar Lindsay Traves de Pajiba consideró la premisa de la película desperdiciada y lamentó que los mensajes no conectaran del todo con su público objetivo concluyendo: "Grimcutty nace de una idea interesante sobre como los padres no entienden, pero su ejecución es una historia decepcionante y aburrida que pudo salvarse con un monstruo de una apariencia asombrosa."
En contraste Clement Tyler Obropta de Film Inquiry elogio al filme en varios aspectos como el guion, la cinematografía y su villano considerando que la película cumplía con lo que prometía y por su sencillez: Grimcutty es una sorprendente, aterradora y divertida película de monstruo y debajo hay un inquietante y pulsante corazón de trauma y dolor.